# Bob Babbitt
Bob Babbitt (26. listopadu 1937 Pittsburgh, Pensylvánie, USA – 16. července 2012 Nashville, Tennessee, USA) byl americký baskytarista. Na přelomu šedesátých a sedmdesátých let hrál se skupinou The Funk Brothers a později s MFSB. Hrál také například na posmrtném albu Crash Landing Jimiho Hendrixe z roku 1976. Spolupracoval také s Alice Cooperem na albech Alice Cooper Goes to Hell (1976) a Lace and Whiskey (1977). V roce 2007 hrál po boku Joe Cockera na jeho albu Hymn for My Soul. V roce 2010 hrál na posledním studiovém albu Phila Collinse s názvem Going Back.